# The WB
O canal The WB Television Network (abreviado para The WB, que é a abreviação de Warner Bros.) foi um dos canais de televisão aberta dos Estados Unidos da América, lançado em 11 de Janeiro de 1995, pelas empresas Warner Bros. e Tribune Company.
No dia 24 de janeiro de 2006, a Warner Bros. Entertainment e a CBS Corporation anunciaram a fusão dos canais The WB e do UPN em um único canal o The CW Television Network. O pouco crescimento (principalmente o pequeno número de afiliadas)  e a grande concorrência resultou na união da The WB e da UPN.
A Time Warner voltou a usar a marca The WB para uma rede on-line, sendo lançado em 28 de Abril de 2008, cerca de 18 meses depois do fim da rede The WB. Até que ele foi descontinuado em 2013. O site permitiu aos usuários assistir produções da rede e séries originais, disponível apenas para usuários dos Estados Unidos.

## História

### 1995–97: O Ínicio
The WB Television Network estreou em 11 de Janeiro de 1995, com o episódio inaugural de The Wayans Bros. como seu primeiro programa. O clássico personagem de desenho animado da Warner Bros., Michigan J. Frog, apareceu no ar como mascote oficial da rede (com o animador Chuck Jones, em pessoa, o apresentando durante a estreia), e permaneceu como marca da rede até 2005. A estrutura de programação da The WB era similar ao de sua concorrente Fox quando lançada, que começou com uma noite por semana de programação, e então gradualmente foi adicionando noites na programação ao longo de várias temporadas. A rede começou com uma programação de quarta-feira à noite de duas horas de seriados, das 8 as 10. Os primeiros programas da rede foram principalmente comédias dirigidas a um público etnicamente negro e séries direcionadas às famílias.
Apesar dos quatro de cinco seriados que estreou com a rede nos primeiros nove meses – The Wayans Bros., Unhappily Ever After, The Parent 'Hood e Sister, Sister (essa última foi resgatada pela The WB, depois de ter sido cancelada pela ABC)  – foram renovadas para mais temporadas, porém nenhuma delas teve nenhum impacto significativo. The WB expandiu sua programação para as noites de domingo na temporada de 1995-1996, mas nenhum dos novos programas (incluindo a série Kirk de Kirk Cameron e a novela noturna Savannah) conseguiu obter muito interesse da audiência.
A rede lançou também o bloco de programação Kids' WB em setembro de 1995, que apresentava uma mistura de séries de animação da Warner Bros. existentes, que eram exibidas na Fox Kids. Originalmente, foi ao ar de segunda-feira ao sábado pela manhã. The WB continuou a expandir-se na temporada 1996-1997, adicionando programação nas noites de segunda-feira. Esta temporada deu modestos sucessos ao The WB, como o drama familiar 7th Heaven, e as comédias The Steve Harvey Show' e The Jamie Foxx Show.

### 1997–2000: Atraindo o mercado adolescente
O canal começou a ter sucesso com Buffy The Vampire Slayer (uma série baseada no filme de 1992 com o mesmo nome), que se tornou um sucesso com os críticos, quando estreou como série substituta no meio da temporada, em março de 1997. A série estreou como a maior audiência da noite de segunda-feira na história da rede, atraindo não só novos espectadores adolescentes, mas novos anunciantes também.
Inspirado no sucesso de Buffy, a WB intencionalmente mudou o foco de sua programação, tentando capturar um mercado fortemente fragmentado pelo marketing, para atrair o cortejado público adolescente para audiência. Enquanto o canal Fox, anteriormente lançou seriados teens (séries como Beverly Hills, 90210 e Parker Lewis Can't Lose) e começou a atrair o público mais velho com séries como Ally McBeal, o The WB começou sua identidade com séries programas dirigidos a adolescentes. A rede apostou e conseguiu, sem dúvidas, seu maior sucesso, Dawson's Creek, que estreou em janeiro de 1998, e se tornou a maior audiência da história da rede. A série rapidamente se tornou o programa de maior audiência na televisão entre os adolescentes e o programa mais popular na The WB. A popularidade da série impulsionou a rede que, no mesmo período, lançou a nova noite de programação, conhecida como ''New Tuesday'', e 7th Heaven desfrutou de um enorme aumento 81% em audiência nessa temporada.
Com três séries de sucesso em sua lista, The WB continuou a construir sua base de fãs adolescentes na temporada seguinte, com o drama de faculdade Felicity e o outro grande sucesso Charmed; ambas as séries trouxe novos recordes para a rede quando eles respectivamente fizeram 7,1 e 7,7 milhões de espectadores em suas estreias (Charmed teve a estreia de maior audiência na rede até que Smallville quebrou seu recorde, estreando com 8,4 milhões de espectadores, em outubro de 2001). No inicio da temporada 1998-99, a rede expandiu sua programação para as noites de quinta-feira. Nessa temporada, 7th Heaven conquistou uma audiência que a The WB nunca mais veria – um episódio em 8 de fevereiro de 1999 da série atraiu 12,5 milhões de telespectadores – e a série ultrapassou Dawson's Creek como programa de maior audiência da rede.
Para a temporada 1999-2000, a rede expandiu-se mais uma vez, adicionando programação nas noites de sexta-feira. Novas séries naquela temporada incluiu Roswell, Popular e Angel o spin-off de Buffy the Vampire Slayer, o último dos que estreou com 7,5 milhões de espectadores. Durante esta temporada, a The WB foi a única rede a ter ganhos em sua audiência de público total.

### 2000–03: Ampliando o foco
A explosão de seriados adolescente na década de 1990, começou a diminuir, e a The WB tentou alargar o âmbito da sua programação do horário nobre. Embora as séries Roswell e Popular tenham estreado com bons números, ambas as séries viram sua audiência definhar no segundo ano, levando a rede a cancelar os dois (Roswell, assim como Buffy the Vampire Slayer foi revivido pela rede rival UPN). Buffy, 7th Heaven e Charmed permaneceram consistentes, já outras perderam o fôlego, pois as séries Felicity e Dawson's Creek estavam no momento de flacidez. A rede percebeu que não podia contar apenas com os gostos dos adolescentes, e assim voltou a produzir séries voltadas para as famílias, na tentativa de alcançar um público mais diversificado.
Esta nova estratégia fez a rede WB cair para o sexto lugar no ranking (atrás da UPN) durante a temporada 1999-2000, perdendo 19% de sua audiência. Os executivos atribuíram a queda de audiência em grande parte devido a empresa Tribune Company remover a programação da WB da afiliada WGN-TV. Isso reduziu o público doméstico potencial da WB em 10 milhões de lares. (WGN-TV continuou com a The WB até o seu fim em 2006) – a WB fez várias afiliações com vários proprietários de estações (como o Sinclair Broadcast Group e Pappas Telecasting Companies), impulsionado pelo lançamento em setembro de 1998 do The WB 100+ Station Group, um serviço nacional somente a cabo que levavam o sinal da rede, e serviram a maior parte de 110 mercados de mídias menores nos Estados Unidos, que não tinham estações de televisão.
Apesar do ligeiro abrandamento nos destinos da rede, havia alguns pontos brilhantes na época. Gilmore Girls, que estreou em 2000, rendeu boas classificações quando estreou em uma época de muita concorrência, mas posteriormente se transformou em um das séries de maior sucesso da rede depois de se mudar para as terças em 2001, onde permaneceu por sete temporadas (continuou na The CW em sua última temporada). Também no outono de 2000, o seriado de fantasia Sabrina, the Teenage Witch da ABC foi para a The WB como parte de sua programação de sexta-feira; a série continuou na rede por mais três temporadas, antes de terminar em maio de 2003. Em outubro de 2001, inspirado em Superman, Smallville estreia com 8,4 milhões de espectadores, a maior estreia da história da rede. A série também foi importante porque foi uma das poucas séries que atraiu uma audiência masculina substancial. Em 2001, também foi o lançamento da série de Reba McEntire, chamada Reba, e indiscutivelmente foi a mais bem sucedida comédia da rede. Reba e Sabrina serviram como apoio para um novo bloco de comédias na sexta à noite que continuou a maior parte do tempo de vida da rede. Outras séries que ganharam atenção durante o período foi o drama familiar Everwood, a série de vida curta, mas aclamada, Grosse Pointe, e a comédia adolescente What I Like About You.

### 2003–06: Declínio
Apesar de alguns sucessos, a rede se esforçou para mudar seu foco no feminino 12 a 24 para o público de 12 a 34. Em 2005, a rede aposentou Michigan J. Frog, como mascote da marca da rede. O presidente de entretenimento então da The WB, David Janollari, explicou em julho de 2005, durante uma coletiva de emprensa da rede que "Michigan era um símbolo que perpetuava a sensação de jovens adolescentes da rede. Não é a imagem que [agora] queremos colocar ao nosso público."
Ainda assim, o lançamento de novas séries não parecem ajudar a rede. O período de 2003 a 2005 produziu quatro novas séries viáveis, One Tree Hill, Summerland, Beauty and the Geek e Supernatural (todas mudaram-se a rede sucessora The CW), e mesmo assim suas audiências foram fracas em comparação com os picos de audiência de Dawson's Creek, que finalizou em maio de 2003. As classificações caíram em séries como Angel (que foi cancelada em 2004), e a rede falhou ao lançar novas séries de sucesso para tomar seus lugares.
Embora fosse percebida a incapacidade da The WB em lançar séries de comédia de sucesso (Reba, sendo a única exceção), neste período, a rede lutou para estabelecer novos dramas também. Altas falhas como Birds of Prey (uma série inspirada no universo de Batman, estreou em setembro de 2003, com quase 8 milhões de espectadores. Mas a audiência foi caindo a cada episódio, levando o seu cancelamento), Tarzan, Jack & Bobby e The Mountain.
Durante a temporada 2004-2005, a The WB terminou atrás do rival UPN, pela primeira vez em quatro anos e caiu ainda mais para atrás no outono de 2005. Ambas as redes ficaram atrás da rede de língua espanhola Univision no público de 18-34. Entre novembro e dezembro de 2005, a rede demitiu cerca de 40 funcionários em meio a uma crise financeira, com representantes da rede esperando que o canal perdesse cerca de 35 milhões de dólares durante o ano fiscal de 2005-2006.

### 2006: Fechamento da rede
Em 24 de Janeiro de 2006, a CBS Corporation e a Warner Bros. Entertainment anunciaram planos para encerrar a UPN e The WB e lançar uma nova rede de televisão que incluiriam séries de ambas as redes. Nove meses depois do anúncio foi visto que as redes iriam se juntar para formar a The CW, e as afiliadas das duas tornarem afiliadas da nova rede. No fim, 7th Heaven, Beauty and the Geek, Gilmore Girls, One Tree Hill, Reba, Smallville e Supernatural foram escolhidos para passar da The WB para The CW em sua inauguração na temporada 2006-07. 7th Heaven foi originalmente finalizada na temporada 2005-06 e Reba cancelada nesse mesmo período, mas, foram renovadas no último minuto com oferta de 13 episódios (a série mais antiga da WB 7th Heaven, mais tarde foi dada a ordem de uma temporada completa, já a comédia Reba serviu como substituta na midseason e, apesar de se tornar a comédia de maior audiência da CW na temporada 2006-07, terminou rapidamente). Supernatural, é a última série sobrevivente da The WB que ainda permanece na programação da CW.
A WB exibiu em sua última noite de programação em 17 de setembro de 2006 o bloco The Night of Favorites and Farewells, um especial de cinco horas de episódios pilotos de suas maiores séries. Os intervalos comerciais deram destaque as rostos da rede com campanhas e vinhetas de despedida, anunciando a exibição de suas séries em outros canais nas rede a cabo e anúncios de lançamentos de DVD's das séries. Com uma vinheta de 60 segundos mostrando as estrelas que fizeram parte do canal durante os 11 anos, chegou ao fim a WB, terminando com a mensagem ''Por 11 anos, vocês nos levaram para suas casas. Nós fizemos você sorrir e acelerar o seu coração. Rostos que você sempre lembrará. Nomes que você nunca esquecerá. Os rostos que tocaram nossos corações. A WB diz adeus. Uma rede que definiu uma geração diz adeus. Junte-se a nós uma última vez. E agora nos despedimos. De todos nós da WB, Obrigado.'' A imagem final vista foi uma montagem do antigo mascote Michigan J. Frog (que foi mostrado como uma silhueta, devido ao personagem já está aposentado no ano anterior como mascote da rede) e ele é mostrado tirando o chapéu e curvando-se, agradecendo ao público por assistir a rede há 11 anos.
A última noite de programação da WB rendeu uma audiência relativamente baixa, por se tratar de reprises e devido a concorrência por ser exibido em pleno domingo. Apenas 2% dos espectadores estavam sintonizados na The WB em sua última noite. A baixa audiência se deu também devido ao fato de que algumas afiliadas da WB em certas áreas se juntarem ao novo canal MyNetworkTV, que estreou duas semanas antes do lançamento da The CW (em 5 de setembro). Após o encerramento, os sites da UPN e WB foram redirecionados para o site da The CW, cwtv.com. A The CW manteve muitos elementos operacionais de programação da WB; Quando foi lançado em 18 de setembro de 2006; A CW inicialmente manteve o modelo de programação da WB.

## Ver também
- The CW
- UPN
- DuMont Television Network